# Zunajmaternična nosečnost
Izraz ektopična nosečnost se uporablja, kadar se blastocista (skupek 100 celic zarodka) vsidra ali izven maternice - v tem primeru je to izvenmaternična nosečnost - ali pa v nenormalni poziciji v maternici, v cervikalnem kanalu. Izvenmaternična nosečnost je lahko v jajcevodu, jajčniku ali trebušni votlini, največkrat pa do tega pride v jajcevodu, ker po oploditvi celice ne potujejo naprej v maternično votlino, ampak se vsidrajo kar tam.
Incidenca izvenmaternične nosečnosti je 2 %. Tvegani faktorji so starost matere, večje število spolnih partnerjev, kontracepcijski vsadki v maternici ter infekcijske okužbe v medenici, že predhodna izvenmaternična nosečnost ali splav.
Kadar pride do izzvenmaternične nosečnosti, se ta lahko resorbira sama po sebi, in če se to zgodi pred časom naslednje menstruacije, tega še opazili ne bomo, lahko pa pride do hudih zapletov. Slika je lahko precej dramatična: nenadna huda bolečina, bolečine v spodnjem delu trebuha, krvni pritisk pada, koža je bleda, pacientka lahko brez medicinske pomoči izkrvavi v dveh urah. Pri tem lahko pride do hude zunanje krvavitve, ni pa nujno, lahko je krvavitev le majhna. Tudi ločiti med izzvenmaternično nosečnostjo in spontanim splavom je težko po sami krvavitvi. Je pa krvavitev indikacija za ginekološki pregled. Terapija pri izzvenmaternični nosečnosti je odstranitev zanositve s kirurškim posegom ali kemičnimi agensi in aspiracijo. Navadno je nosečnost pretrgana v 10. do 12. tednu nosečnosti.